# Brenthis seminigra
Brenthis seminigra är en fjärilsart som beskrevs av Nils Olof Valdemar Sylvén 1945. Brenthis seminigra ingår i släktet Brenthis och familjen praktfjärilar. Inga underarter finns listade i Catalogue of Life.